# Corgatha pleuroplaca
Corgatha pleuroplaca är en fjärilsart som beskrevs av Turner 1936. Corgatha pleuroplaca ingår i släktet Corgatha och familjen nattflyn. Inga underarter finns listade i Catalogue of Life.